# McDonnell Douglas YC-15
McDonnell Douglas YC-15 byl transportní letoun vyvíjený americkou společností McDonnell Douglas jako možná náhrada letounů C-130 Hercules. Byl to první vojenský transportní letoun vybavený křídlem se superkritickým profilem. Celkem byly postaveny dva prototypy. Letouny YC-15 a jejich konkurent Boeing YC-14 absolvovaly srovnávací zkoušky, nakonec ale nebyl vybrán ani jeden z typů. Roku 1979 byl vývojový program ukončen. Zkušenosti z programu YC-15 byly brzy zúročeny při vývoji transportního letounu McDonnell Douglas C-17 Globemaster III.

## Vývoj

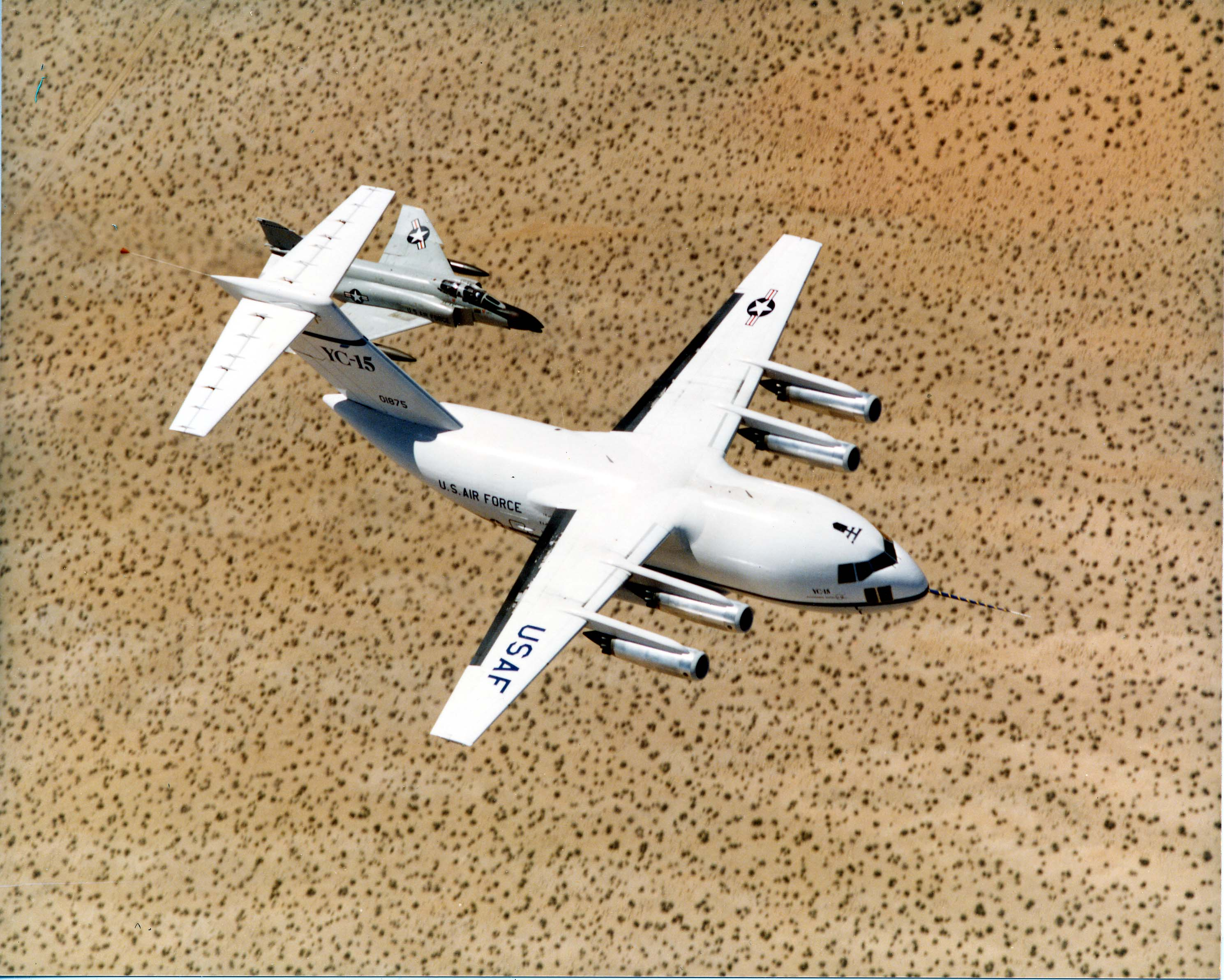
Prototyp YC-15 v doprovodu stíhačky F-4 Phantom

Roku 1968 americké letectvo vyhlásilo soutěž Advanced Medium STOL Transport (AMST) na moderní střední transportní letoun s vlastnostmi STOL, který by nahradil turbovrtulové stroje Lockheed C-130 Hercules. Nabídku podalo pět společností. Roku 1972 byly vybrány projekty Boeing YC-14 (Model 953) a McDonnell Douglas YC-15, aby postavily po dvou prototypech pro srovnávací zkoušky. McDonell Douglas postavil dva prototypy (72-1875 a 72-1876), které se lišily rozpětím křídla (40,42 m a 33,6 m). První prototyp poprvé vzlétl 26. srpna 1975. Oba prototypy absolvovaly zkušební program v délce 600 letových hodin, který prokázal jejich dobré vlastnosti. Roku 1979 ale byl vývoj YC-14 a YC-15 kvůli nedostatku financí zrušen. Převážil názor, že letectvo potřebuje mnohem větší letoun kombinující velkou nosnost a strategický dolet s vlastnostmi STOL (C-130 Hercules tak byl dále modernizován). Jeho vývoj probíhal v rámci programu C-X. V něm zvítězil McDonnell Douglas C-17 Globemaster III, který svou koncepcí na neúspěšný YC-15 přímo navazoval. Společnost McDonnell Douglas chtěla letoun nabídnout civilnímu sektoru, tam však pro něj nebyli kupci.
Oba prototypy byly uloženy na úložišti AMARC (Aerospace Maintenance and Regeneration Center) na základně Davis-Monthan v arizonské poušti. Zatímco první prototyp byl zakonzervován, druhý byl roku 1981 přesunut do muzea Pima. Roku 1996, tedy po více než 15 letech, byl první prototyp reaktivován jako technologický demonstrátor ATD (Advanced Technology Demonstrator) zapojený do vývoje letounu C-17 Globemaster III. Letuschopný byl od roku 1997. Podle původních plánů měl být letoun využíván osm let, dne 11. července 1998 však musel kvůli poruše motoru nouzově přistát v Palmdale a jeho oprava se ukázala jako neekonomická. Do roku 2008 zůstal v Palmdale a poté byl vystaven na Edwardsově letecké základně.

## Konstrukce
YC-15 byl čtyřmotorový hornoplošník, jehož křídlo se superkritickým profilem bylo na 75% svého rozpětí opatřeno dvouštěrbinovými vztlakovými klapkami, které se vysouvaly do proudu plynů z motorů. Využíval některé komponenty existujících typů DC-8 a DC-10. Podvozek byl příďového typu. Vysoké ocasní plochy měly tvar písmena T. Pro manipulaci s nákladem sloužila záďová rampa. Letoun poháněly čtyři dvouproudové motory Pratt & Whitney JT8D-17, každý o tahu 71 kN.

## Specifikace

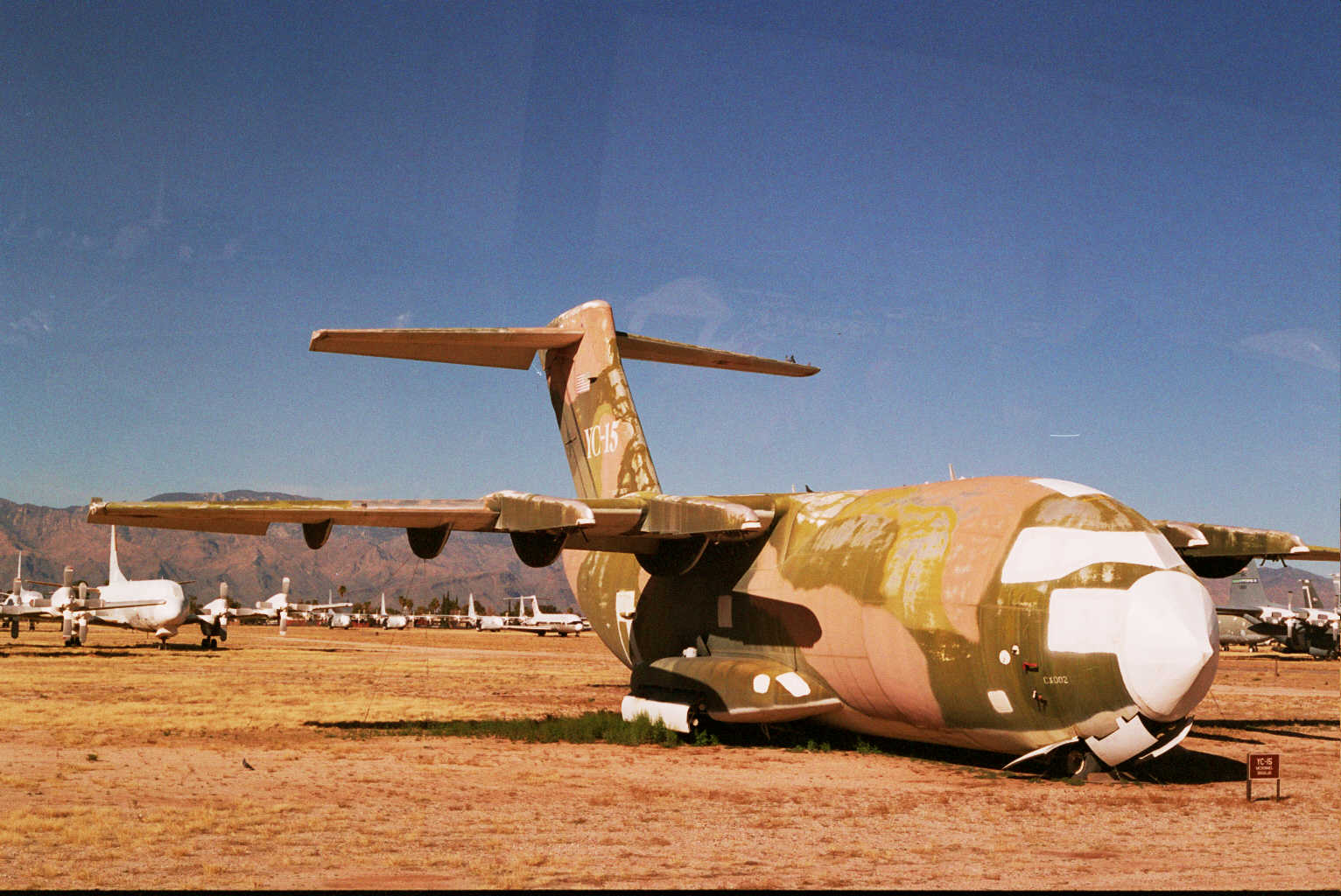
Vyřazený druhý prototyp odstavený na letecké základně Davis-Monthan

Údaje platí pro první prototyp YC-15:

### Technické údaje
- Posádka: 3
- Rozpětí: 40,42 m (33,6 m druhý prototyp)
- Délka: 37,86 m
- Výška: 13,18 m
- Hmotnost prázdného letounu:
- Max. vzletová hmotnost: 98 284 kg (70 111 kg STOL)
- Pohonná jednotka: 4× dvouproudový motor Pratt & Whitney JT8D-17
- Tah pohonné jednotky: 71 kN

### Výkony
- Cestovní rychlost: 872 km/h
- Maximální rychlost: 949 km/h
- Dostup: 9144 m
- Dolet:  4810 km
- Délka vzletu: 610 m